# Guggisberg
Guggisberg é uma comuna da Suíça, no Cantão Berna, com cerca de 1.633 habitantes. Estende-se por uma área de 54,88 km², de densidade populacional de 30 hab/km². Confina com as seguintes comunas: Alterswil (FR), Oberwil im Simmental, Plaffeien (FR), Rüschegg, Wahlern.
A língua oficial nesta comuna é o Alemão.

## Património
- Igreja paroquial e a casa paroquial
- Mirador panorâmico de Guggershorn.